# Хенинг Гренандер
Хенинг Гренандер (швед. Henning Grenander; Стокхолм, 4. август 1874 — Торки, 11. март 1958) био је шведски клизач у уметничком клизању, светски првак 1898. у дисциплини мушкарци појединачно.
На Европском првенству 1893. у Берлину је био други.